# Мартенситностареющие стали
Мартенси́тностареющие стали (также мараге́новые стали, англ. maraging steel) — стали (сплавы железа), которые обладают очень большой прочностью и вязкостью без потери пластичности, хотя не могут быть хорошими материалами для лезвий. Эти стали представляют собой особый класс низкоуглеродных сверхпрочных сталей, обладающих таким свойством не из-за углерода, а из-за оседания интерметаллических соединений в процессе остаривания. Основной легирующий элемент — никель — составляет от 15 до 25 % (по массе). Для получения интерметаллических осадков добавляются вторичные легирующие металлы, такие как кобальт, молибден и титан. Первоначально производились стали с 20 и 25 % никеля (по массе), к которым были добавлены алюминий, титан и ниобий; рост цен на кобальт в конце 1970-х годов привёл к развитию не содержащих кобальта мартенситностареющих сталей.
Обычные ржавеющие виды стали содержат 17—19 % никеля, 8—12 % кобальта, 3—5 % молибдена и 0,2—1,6 % титана (% по массе, каждый). Добавление хрома делает стали устойчивыми к коррозии. Также хром повышает прокаливаемость, поскольку в этом случае требуется меньше никеля. Высокохромистые высоконикелевые стали, как правило, аустенитны и не могут переходить в мартенсит при термической обработке, тогда как низконикелевые стали обладают таким свойством. Другие варианты низконикелевых мартенситностареющих сталей основаны на сплавах железа и марганца с незначительными добавками алюминия, никеля и титана, в них доля марганца составляет 9—15 % от железа (по массе). Марганец оказывает такое же действие, как никель, то есть стабилизирует аустенитную фазу. Следовательно, в зависимости от содержания марганца, железо-марганцевые мартенситностареющие стали могут быть полностью мартенситными после их охлаждения из высокотемпературной аустенитной фазы, либо оставаться в аустените. Последний эффект позволяет разрабатывать мартенситностареющие ПНП-стали.

## Свойства
Из-за низкого содержания углерода мартенситностареющие стали хорошо обрабатываются. До остаривания они также могут быть подвергнуты холодной прокатке. Мартенситностареющие стали хорошо свариваются, но после сварки должны быть вновь подвергнуты остариванию для восстановления исходных свойств.
При термообработке металл расширяется на незначительную величину, и поэтому при его обработке расширение часто не учитывают. Из-за высокого содержания легирующих добавок сталь обладает высокой прокаливаемостью. Поскольку при охлаждении образуются пластичные мартенситы, трещины отсутствуют, либо незначительны. Стали могут быть азотированы для увеличения твёрдости и последующей полировки поверхности.
Нержавеющие виды мартенситностареющей стали имеют среднюю устойчивость к коррозии. Коррозионная стойкость может быть увеличена путём плакирования кадмием или фосфатирования.

## Марки мартенситностареющей стали
В России к мартенситностареющим сталям относят марки: Н8К18М14, Н12К12М10ТЮ, Н12К12М7В7, Н12К15М10, Н12К16М12, Н12К8М3Г2, Н12К8М4Г2, Н13К15М10, Н13К16М10, Н15К9М5ТЮ, Н16К11М3Т2, Н16К15В9М2, Н16К4М5Т2Ю, Н17К10М2В10Т, Н17К11М4Т2Ю, Н17К12М5Т, Н18К12М3Т2, Н18К12М4Т2, Н18К14М5Т, Н18К3М4Т, Н18К4М7ТС, Н18К7М5Т, Н18К8М3Т, Н18К8М5Т, Н18К9М5Т, Н18Ф6М3, Н18Ф6М6 и прочие.
В США марки мартенситностареющей стали обозначаются числом (200, 250, 300 или 350), которое указывает приблизительную номинальную прочность на растяжение в тысячах фунтов на квадратный дюйм. Доли компонентов и требуемые свойства определены в MIL-S-46850D. Чем выше марка, тем больше кобальта и титана содержится в сплаве. Приведённые ниже параметры взяты из таблицы 1 MIL-S-46850D:
| Элемент  | Сорт 200  | сорт 250  | Сорт 300  | Сорт 350  |
| -------- | --------- | --------- | --------- | --------- |
| Железо   | пропорц.  | пропорц.  | пропорц.  | пропорц.  |
| Никель   | 17,0—19,0 | 17,0—19,0 | 18,0—19,0 | 18,0—19,0 |
| Кобальт  | 8,0—9,0   | 7,0—8,5   | 8,5—9,5   | 11,5—12,5 |
| Молибден | 3,0—3,5   | 4,6—5,2   | 4,6—5,2   | 4,6—5,2   |
| Титан    | 0,15—0,25 | 0,3—0,5   | 0,5—0,8   | 1,3—1,6   |
| Алюминий | 0,05—0,15 | 0,05—0,15 | 0,05—0,15 | 0,05—0,15 |

Эта группа сортов мартенситностареющей стали известна как 18Ni (по проценту содержания никеля). Существует также группы, не содержащих кобальта, которые дешевле, но не так прочны. Исследования мартенситностареющих сплавов железа, никеля и марганца были проведены в России и Японии.

## Циклтермической обработки
Наиболее распространенной в промышленности из мартенситностареющих сталей является сталь марки Н18К9М5Т, для неё хорошо изучен процесс термообработки. Сначала сталь марки Н18К9М5Т отжигают при температуре около 820 °С в течение 15—30 минут для тонких участков и 1 час на каждые 25 мм для толстых участков, чтобы обеспечить формирование полностью аустенитной структуры. Затем следует воздушное охлаждение до комнатной температуры с образованием мягкого железо-никелевого мартенсита. Последующее остаривание (упрочнение осадка) в течение около 3 часов при температуре от 480 до 500 °C даёт тонкую дисперсию интерметаллических фаз Ni3(X, Y) продольного смещения, оставленных мартенситным превращением, где X и Y являются растворёнными веществами, добавленные для таких осадков. Излишняя обработка приводит к снижению стабильности первичных, метастабильных когерентных осадков, что приводит к их растворению и замене полукогерентными фазами Лавеса, такими как Fe2Ni или Fe2Mo. Дальнейшая чрезмерная термообработка приводит к разложению мартенсита и реверсии к аустениту.
В новых составах мартенситностареющих сталей были обнаружены другие интерметаллические стехиометрии и кристаллографические отношения с исходным мартенситом, в том числе ромбоэдрический и массивный комплекс Ni50(X, Y, Z)50 (Ni50M50 в упрощённой нотации).

## Использование
Прочность и ковкость мартенситностареющей стали на заключительном этапе позволяет формировать её в более тонкие детали, чем другие виды стали, при этом меньшей массы. Мартенситностареющие стали обладают очень стабильными свойствами и даже после избыточного, из-за чрезмерной термообработки, нагрева лишь слегка смягчаются. Эти сплавы сохраняют свои свойства при умеренно высоких рабочих температурах и имеют максимальную рабочую температуру более 400 °C. Они подходят для таких деталей двигателя, как коленчатые валы и шестерни, а также бойки автоматического оружия, когда цикл нагревания и охлаждения повторяется несколько раз при значительной нагрузке. Их равномерное расширение и лёгкая обрабатываемость делают мартенситностареющую сталь полезной в высоко изнашиваемых деталях конвейерных линий и штампов. Другие сверхпрочные виды стали, такие как сплавы AerMet, не используются из-за содержания углерода.
В фехтовании клинки оружия, используемого на соревнованиях под эгидой Международной федерации фехтования, обычно изготавливаются из мартенситностареющей стали. Нержавеющая мартенситностареющая сталь используется в рамах велосипедов и головках клюшек для гольфа. Она также используется в хирургических инструментах и шприцах для подкожных инъекций, но не подходит для лезвий скальпеля, потому что малое содержание углерода способствует быстрому затуплению лезвия.
Производство, импорт и экспорт мартенситностареющих сталей в некоторых странах, например в США, строго контролируется комиссиями по ядерному регулированию, поскольку они подходят для изготовления газовых центрифуг для обогащения урана.
Из стали этой группы изготовлены гондолы глубоководных аппаратов Мир.

## Физические свойства
- Плотность: 8,1 г/см³
- Температура плавления: 1413 °C
- Теплопроводность: 25,5 Вт/м·К
- Средний коэффициент теплового расширения: 11,3·10−6
- Прочность на разрыв при растяжении: 1400—3500 МПа
- Предельная прочность на растяжение: 1,6—2,5 ГПа.
- Удлинение при разрыве: до 15 %
- Модуль Юнга: 210 ГПа
- Модуль сдвига: 77 ГПа
- Твёрдость (после обработки): 50 HRC (класс 250); 54 HRC (класс 300); 58 HRC (класс 350)